# Barbus nanningsi
Barbus nanningsi е вид лъчеперка от семейство Шаранови (Cyprinidae).

## Разпространение
Видът е разпространен в Ангола и Демократична република Конго.

## Описание
На дължина достигат до 32 cm.